# ثيودور بويت
ثيودور بويت (بالإنجليزية: Theodore Boyett)‏ هو مدير فني أمريكي، ولد في 2 أغسطس 1912 في ميزوري في الولايات المتحدة، وتوفي في 17 أغسطس 1987 في مقاطعة سانتا كلارا في الولايات المتحدة.